# Annamanum fuscomaculatum
Annamanum fuscomaculatum là một loài bọ cánh cứng trong họ Cerambycidae.